# Cho Byung-deuk
Cho Byung-deuk (en coreano: 조병득, Gyeonggi, Corea del Sur; 26 de mayo de 1958) es un exfutbolista y entrenador de fútbol de Corea del Sur que jugaba en la posición de guardameta.

## Carrera

### Club
| Periodo   | Club          |
| --------- | ------------- |
| 1978      | POSCO FC      |
| 1981–1986 | Hallelujah FC |
| 1987–1990 | POSCO Atoms   |

### Selección nacional
Jugó para Corea del Sur en 44 ocasiones entre 1979 y 1989, participó en dos ediciones de la Copa Asiática, los Juegos Olímpicos de Seúl 1988, los Juegos Asiáticos de 1986 y fue convocado para la Copa Mundial de Fútbol de 1986, He conceded 29 goals in 44 international matches and won the 1986 Asian Games. aunque no jugó. Considerado como uno de los mejores guardametas de Corea del Sur, fue el primer en su posición en realizar una asistencia en la K League.

### Entrenador
Dirigió al Hallelujah FC de 1997 a 1998.

## Logros

### Club
Hallelujah FC
- K League 1: 1983[3]

POSCO Atoms
- K League 1: 1988[3]

### Selección nacional
- Asian Games: 1986[4]
- Afro-Asian Cup of Nations: 1987[5]

### Individual
- Equipo Ideal Coreano: 1980, 1985, 1986, 1987, 1988[6][7][8][9][10]
- Mejor Equipo de la K League 1: 1983[11]
- Mejor Guardameta de la K League 1: 1983, 1987[11][12]